# Monteput d.o.o.
Monteput d.o.o. ist die 2005 gegründete Autobahn-Betreibergesellschaft für die Autobahnen in Montenegro.

## Zuständigkeit
Monteput ist zuständig für die Verwaltung der Autobahnen, Schnellstraßen und Teile der Nationalstraßen sowie der dazugehörigen Einrichtungen. Monteput schreibt auch die Planung, den Ausbau und die Sanierung von Autobahnen, Schnellstraßen und Nationalstraßen aus. Darüber hinaus ist Monteput zuständig, die Tunnel zu unterhalten und zu überwachen sowie die Maut für die gebührenpflichtigen Autobahnen und Tunnel zu erheben.
Derzeit wird von Monteput die Autobahn A1 zwischen Podgorica und Kolašin sowie der Sozina-Tunnel in der Nähe von Sutomore verwaltet.
Im Jahr 2024 hat Monteput eine Ausschreibung für den Weiterbau der Autobahn A1 zwischen Kolašin und Boljare veröffentlicht. Der Beginn der Bauarbeiten ist für das Jahr 2025 geplant. Monteput hat auch angekündigt, die Autobahn A2 und die Schnellstraße Herceg Novi-Ulcinj bis 2030 ausschreiben zu lassen.